# 園部啟一
園部啟一（1970年12月27日—）是日本男性聲優。

## 出演作品

### 電視動畫
- 青出於藍（猶大男）
- 小紅豆（多胡老師、仙台的伯父）
- 怪 ayakashi四谷怪談（直助權兵衛）
- Yes! 光之美少女5（木瓜）
- 冬季花園（店長）
- 海盜媽寶（現地隊長）
- X（老師）
- 新宇宙飛龍（ロンゴ、ヒガント、リック）
- 風之少女艾蜜莉（約翰·蘇利文）
- 巷說百物語
- 七海的堤可（科學家）
- ONE PIECE（海馬、伊卡萊姆、拉巴努、五老星／馬卡斯·馬斯聖、中央巴斯卡比爾、烏普·史拉布、梅卡歐、蒂菈歌坦、斯波爾、麥金利、席爾巴斯.雷利）
- MONSTER（喬尼）
- 幻影少年（悠之父）
- 名偵探柯南（堀井正雄、監察醫生、鑑識）
- 記憶女神的女兒們（眼鏡店的老闆）
- 無限之住人（客2）
- 鍊金三級魔法少女（レギュラー）
- MÄR 魔兵傳奇（麥拉）
- 魔豆傳奇（バク）
- 魔偵探洛基（大堂寺操）
- 超時空要塞 7（Dr.千葉）
- Myself ; Yourself（教頭）
- 櫻桃小丸子（野口的爺爺（野口笑助））
- 機動戰士V GUNDAM（奧利佛·一之江）
- 南國少年奇小邪（津輕喬克、頑馬團團員、久保田、河馬幫成員A、桑形、間宮、保阪、選手B、一本竹、小林、中村、手下、訓練生、天真雲）
- 金田一少年之事件簿（刑警、市川玉三郎、矢木澤亮、天堂孝之助、高田警官）
- 偵探學園Q（犯人）
- 危險調查員（車掌）
- 上班族金太郎（社員）
- 家有賤狗（刨）
- 學級王山崎（爺爺、塚原 其他）
- 怪談餐館（獵人）
- 七龍珠改（農夫、村裡的老人）
- 鋼之鍊金術師 FULLMETAL ALCHEMIST（艾文）
- 少女的奇幻森林（直子的父親）

1994年
- 飛天少女豬（近藤正義、職員）

1995年
- 宇宙小毛球（八百屋）

1998年
- 反斗小王子（螞蟻長老）

1999年
- 麵包超人（瑪士塔男爵、卡布歐、鐵人、山羊伯伯〈第2代〉）
- 天使不設防！（外星人B）
- 布布恰恰（販售員、真冬毛星人）

2001年
- 宇宙人形17（小學校長）
- 第一神拳（音羽拳館教練、鈴木、音羽拳館館長）

2002年
- 十二國記（老爺、朱旌的座長）

2003年
- 鼻毛真拳（陽頂天、阿母的毛之聲、黑服）
- 超齡細公主（美術館館長）

2004年
- 妄想代理人#13
- 怪醫黑傑克（記者）
- 棉花糖樂園（裁判長）
- 沙漠神行者（村人）
- 光之美少女（強盜）

2005年
- 絕對少年（阪倉的父親）

2006年
- 偶像宣言（爆笑湯米）
- 我的裘可妹妹（天童）
- 飛天小女警Z（薰的父親、三明治的父親、牙醫師）
- 光之美少女Splash Star（柳田國吉）

2007年
- 天元突破紅蓮螺嚴（村民）
- 鬼太郎第5期（村長）

2008年
- 出包王女（戶山）

2009年
- 蒼天航路（趙忠）

2011年
- 美食獵人TORIKO（飼養員、帕波神官、多雷斯、卡波）
- Suite 光之美少女♪（調邊音吉）

2015年
- 銀魂°（褌假面）

2016年
- 龙珠超（祖诺）

2017年
- 正確的卡多（畢夏普）
- 妖怪公寓的優雅日常（剑崎社长）
- 十二大戰（判事A）

2018年
- KIRA KIRA HAPPY★ 打開吧！見習神仙精靈（星之川銀造）

2019年
- KIRA KIRA HAPPY★ 打開吧！見習神仙精靈（星之川銀造）
- 屁屁偵探（伊旺）
- 我不是說了能力要平均值嗎？（波特曼子爵）

2020年
- 棒球大聯盟2nd 第二期（天野元監督）
- 我立於百萬生命之上（戴歐克王）

2021年
- 搖曳露營△第二季（車輪餅店老闆）

2022年
- 鬼褲衩（手下A）

2023年
- 葬送的芙莉蓮（老人）
- 希望之力～成年光之美少女'23～（木瓜）

2024年
- 百千家的妖怪王子（龍神）

### OVA
- THE八犬傳
- 怪醫黑傑克OVA（計程車駕駛）
- 青空少女隊（プロモーター）
- 菜菜子解體診書（ジャック）
- 白色十字架（支配者）
- 新世紀 淫魔聖傳（大麻）
- 超時空要塞Zero（學者B、科學家）
- 伊里野的天空、UFO的夏天（田代）
- 魔法無雙天使衝鋒突刺！！呂布子（赤兎馬）

### 劇場版動畫
- 大都會
- 櫻桃小丸子：來自義大利的少年（野口的爺爺（野口笑助））

## 外部連結
- 81 Produce公開簡歷 （页面存档备份，存于） （日語）